# Guerra psicoquímica

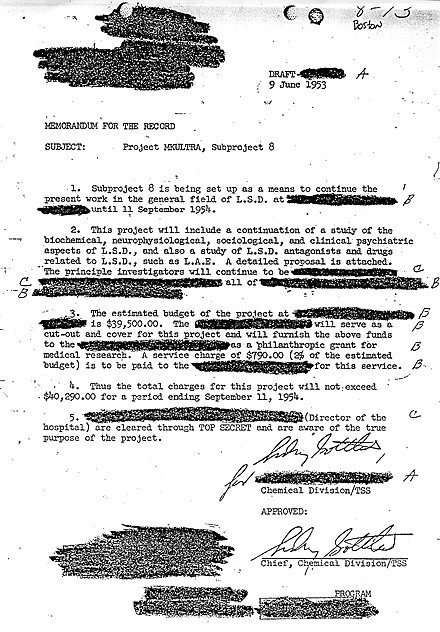
Projeto MKULTRA subprojeto 8 sobre o uso de LSD como arma psicoquímica

A guerra psicoquímica envolve o uso de agentes psicofarmacológicos (drogas ou substâncias químicas que alteram a mente) com a intenção de incapacitar um adversário através da indução temporária de alucinações ou delírio. Esses agentes têm sido geralmente considerados armas químicas e, mais estritamente, constituem um tipo específico de agente incapacitante. Embora nunca tenha se desenvolvido em um sistema de armas eficaz, a teoria e a pesquisa da guerra psicoquímica — juntamente com a pesquisa sobreposta de drogas de controle mental — foi secretamente perseguida em meados do século XX pelos militares e Central Intelligence Agency (CIA) no contexto da Guerra Fria. Esses programas de pesquisa foram encerrados quando vieram à tona e geraram polêmica na década de 1970. O grau em que a União Soviética desenvolveu ou implantou agentes semelhantes durante o mesmo período permanece em grande parte desconhecido.

## História

### Uso psicoquímico antigo
O uso de produtos químicos para induzir estados alterados da mente remonta à antiguidade e inclui o uso de plantas como o espinheiro (Datura stramonium) que contêm combinações de alcalóides anticolinérgicos. Em 184 aC, o exército de Aníbal usou plantas de beladona para induzir a desorientação.

### Uso por povos indígenas
Os registros indicam que em 1611, na colônia britânica de Jamestown, na Virgínia, uma droga não identificada, mas tóxica e alucinógena, derivada de plantas locais, foi implantada com algum sucesso contra os colonos brancos pelo chefe Powhatan.
Em 1881, membros de uma expedição de pesquisa ferroviária francesa que cruzava o território tuaregue no norte da África comeram tâmaras secas que os membros das tribos aparentemente haviam contaminado deliberadamente com meimendro egípcio (Hyoscyamus muticus, ou H. falezlez), com efeito devastador.

### Pesquisa militar moderna
Na década de 1950, a CIA investigou o LSD (dietilamida do ácido lisérgico) como parte de seu Projeto MKUltra. No mesmo período, o Exército dos EUA realizou os experimentos humanos secretos do Arsenal Edgewood, que surgiram do programa de guerra química dos EUA e envolveram estudos de várias centenas de voluntários. A Grã-Bretanha também estava investigando o possível uso de LSD e do produto químico BZ (3-Quinuclidinil benzilato) como armas de drogas não letais no campo de batalha. Os Estados Unidos eventualmente armaram BZ para entrega na bomba de fragmentação M43 BZ até que os estoques foram destruídos em 1989. Tanto os EUA quanto a Grã-Bretanha concluíram que os efeitos desejados das armas antidrogas eram imprevisíveis nas condições do campo de batalha e desistiram da experimentação.
Relatos de armas de drogas associadas ao bloco soviético foram considerados não confiáveis, dada a aparente ausência de documentação nos arquivos do Estado. O pesquisador húngaro Lajos Rosza escreveu que os registros das reuniões do Conselho de Defesa do Estado da Hungria de 1962 a 1978 sugerem que o fórum do Pacto de Varsóvia considerou um agente psicoquímico como a metanfetamina como uma possível arma.